# Monastîrok, Iarmolînți
Monastîrok (în ucraineană Монастирок) este localitatea de reședință a comunei Monastîrok din raionul Iarmolînți, regiunea Hmelnîțkîi, Ucraina.

## Demografie
Componența lingvistică a localității Monastîrok
     Ucraineană (95,77%)
     Rusă (3,85%)
     Alte limbi (0,38%)
Conform recensământului din 2001, majoritatea populației localității Monastîrok era vorbitoare de ucraineană (95,77%), existând în minoritate și vorbitori de rusă (3,85%).